# تجمع بدو صمرورة (حديبو)

تعديل مصدري - تعديل

تجمع بدو صمرورة إحدى قرى مديرية حديبو التابعة لمحافظة سقطرى، بلغ تعداد سكانها 31 نسمة حسب تعداد اليمن لعام 2004.